# Asymbeskalina
Asymbeskalina, ASB – organiczny związek chemiczny z grupy psychodelicznych fenyloetyloamin, analog meskaliny, w którym dwie z trzech grup metoksylowych (−OMe) zastąpione zostały grupami etoksylowymi (−OEt). Zsyntetyzowana po raz pierwszy przez Alexandra Shulgina, opisana w PiHKAL z dawkowaniem 200–280 mg oraz prawie nieodczuwalnymi efektami, trwającymi 10–15 godzin.